# Acnestis
Acnestis, auch Aknestis, ist ein historischer medizinischer Begriff mit verschiedenen Bedeutungen. Er leitet sich über spätlateinisch acnestis von altgriechisch ἄκνηστις áknēstis „Rückgrat“ her. Dieses Wort kann auf ein Verb mit der Bedeutung „schaben, reiben, kratzen, jucken“ zurückgeführt werden.
Der Begriff wurde in der Mitte des 18. Jahrhunderts durch den englischen Mediziner Robert James (1703 bis 1776) in die Fachliteratur eingeführt. Er ist aber, griechisch geschrieben, bereits im 16. Jahrhundert in einem Lexikon medizinischer und pharmazeutischer Begriffe von Johannes Gorraeus (Jean de Gorris) zu finden. Heute wird er im Deutschen nur noch sehr selten verwendet.

## Bedeutung

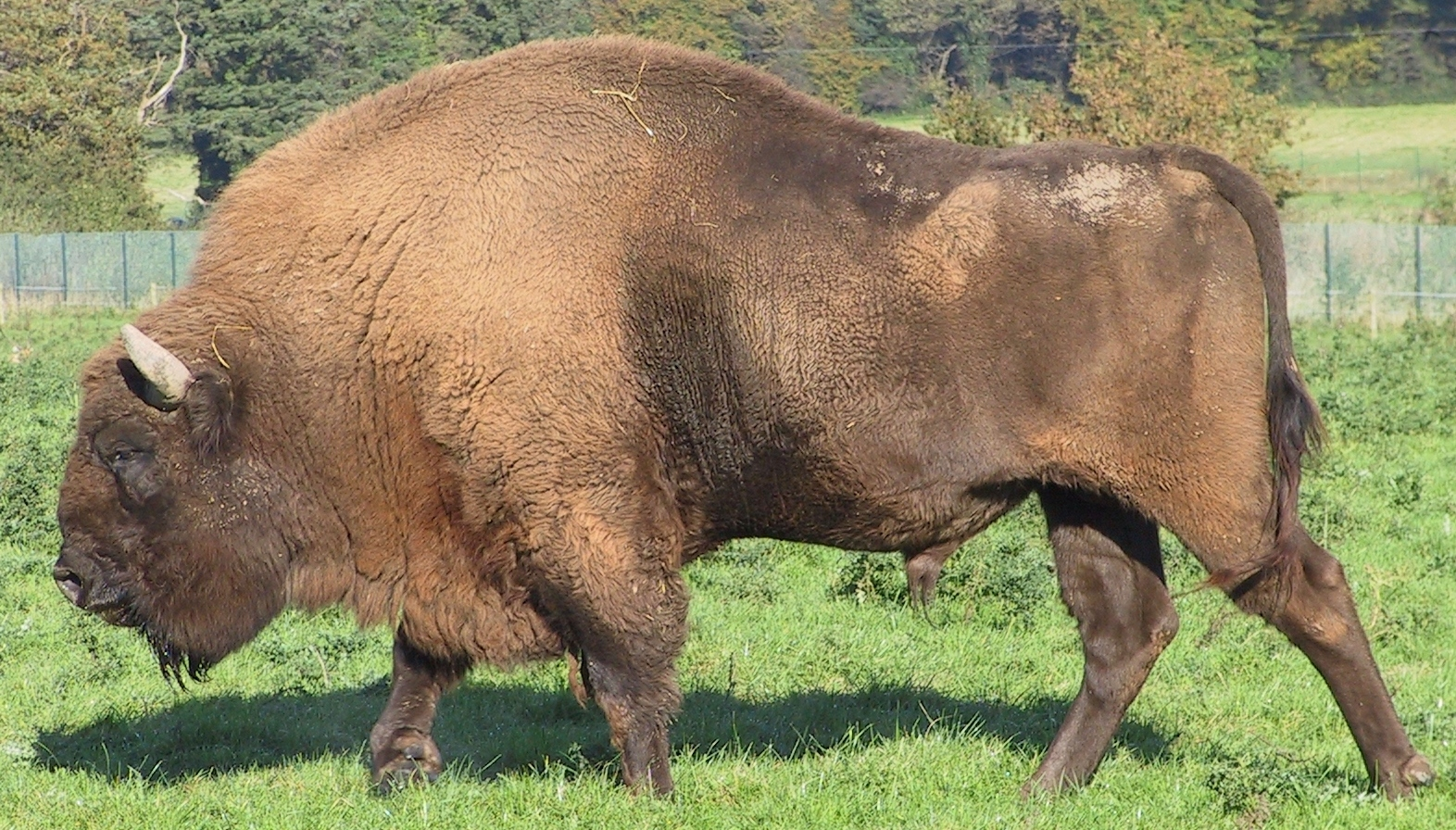
Der Wisent besitzt einen sehr hohen Widerrist.

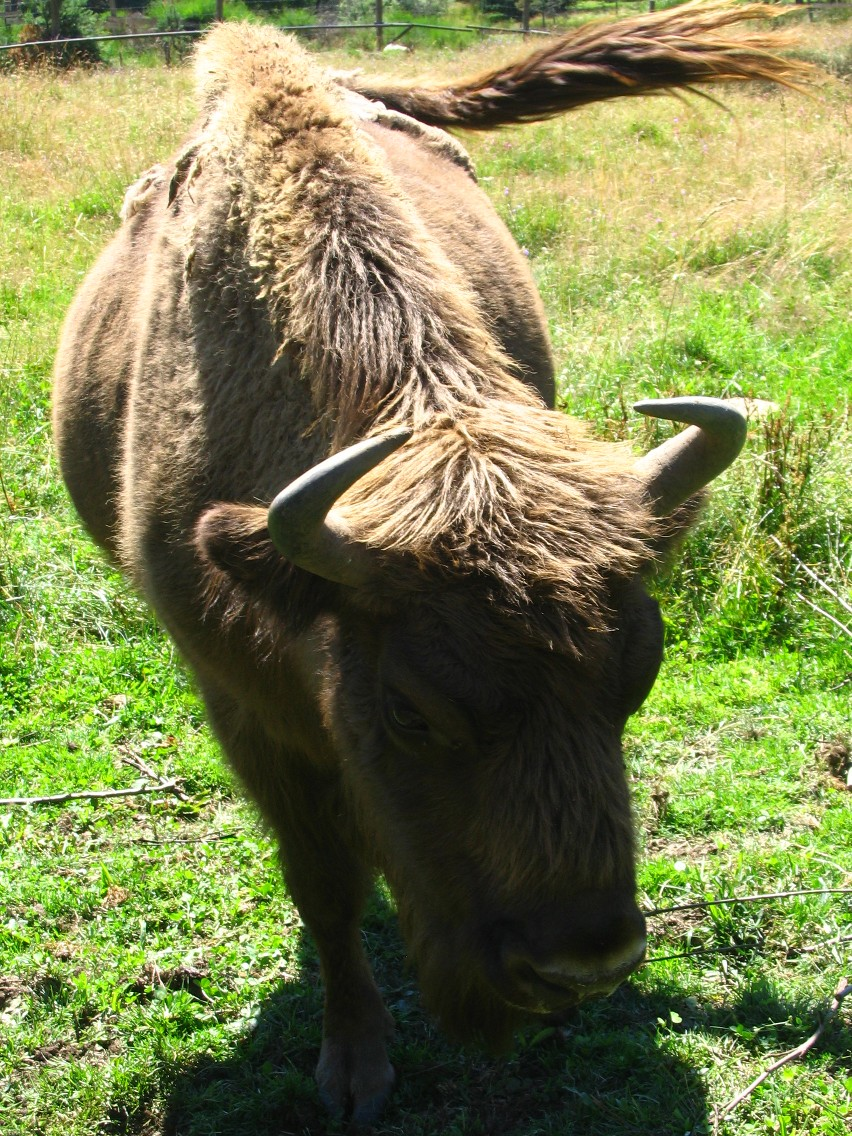
Eine Aufnahme von vorn verdeutlicht, wie spitz zulaufend der Widerrist ist, so dass auch ein Wälzen auf dem Rücken nicht möglich ist.

Bei der anatomischen Beschreibung von Lebewesen steht Acnestis für den jenen Teil des Rückens, an dem bei Tieren die beiden Schulterblätter zusammenstoßen. Viele Säugetiere können diesen Bereich bei Juckreiz mit ihren Extremitäten nicht erreichen; deswegen lassen sich Quadrupeden dort (am Widerrist) gerne kratzen.
Im Englischen beschreibt Acnestis den Bereich zwischen den Schulterblättern auf dem menschlichen Rücken. Diese Körperstelle kann vom Menschen mit seinen Fingern nicht oder nur schwer erreicht werden. Hier kann man sich selbst also nicht kratzen; deswegen gibt es Rückenkratzer. Weil man sich dort auch nicht selbst waschen kann, gibt es Rückenbürsten (Frottierbürsten).
Für Nutztiere und Haustiere gibt es ähnliche Vorrichtungen, zum Beispiel Scheuerbäume oder maschinelle Scheuerbürsten zur Selbstbedienung.

## Wortherkunft
Während das Wort ἄκνηστις áknēstis selbst belegt ist, ist die genaue Herleitung unklar. Es gibt mehrere etymologische Erklärungsversuche:
- direkt vom Verb -κναίειν -knaíein „schaben, reiben, kratzen, jucken“ (nur in Verbindungen bezeugt; im Attischen ist jedoch die Variante κνῆν knēn nachgewiesen und bei Herodot κνᾶν knān)[9] mit Alpha privativum ἀ- a-, zusammen in der Bedeutung „das Nichtkratzen“;
- von κνῆστις knḗstis „Wirbelsäule; Schabmesser“ (dieses ist seinerseits vom Verb abgeleitet)[1][9] mit verstärkendem Alpha intensivum;[6]
- oder ebenfalls als Ableitung von κνῆστις knḗstis, aber durch falsche Segmentierung von κατὰ κνῆστιν katà knḗstin „am Rücken“ (siehe Homer, Odyssee 10,161)[10] zu κατ’ ἄκνηστιν kat’ áknēstin;[11][12] solch ein Fehler könnte durch die Praxis der Scriptio continua begünstigt worden sein.